# عقد لمفية أمام الحنجرة
العقد اللمفية أمام الحنجرة (بالإنجليزية: Prelaryngeal lymph nodes)‏ هي عقدٌ لمفية تقع أمام الحنجرة. إحدى هذه العقد تسمى العقدة الدلفيانية، وهي تقع أعلى برزخ الغدة الدرقية، والتي قد تُزال أثناء عملية استئصال الدرقية كعقدة لمفية خافرة بهدف تحديد مخاطر انتشار السرطان.